# Pierre-Henri Bouchy
Pour les articles homonymes, voir Bouchy.
Pierre-Henri Bouchy, né le 3 novembre 1818 à Metz et mort le 13 juillet 1886  à Plantières Queuleu (rattaché à la commune de Metz), est un ecclésiastique (ordonné à Québec le 4 août 1850), professeur, précepteur, mentor, critique, musicien et épistolier. Il est enterré au cimetière de l’Est à Plantières-Queuleu.
Il est notamment connu pour le rôle qu'il a joué en 1854 dans l'uniformisation des pratiques liturgiques dans les différents diocèses de la province de Québec.

## Ses études classiques et théologiques à Metz
Peu d’informations historiques éclairent la petite enfance et l’adolescence de Pierre-Henri Bouchy. Au moment de sa naissance le 3 novembre 1818, son père Dominique est jardinier dans la région de Metz. Après s’être marié une première fois avec Anne Lucie Baudette (1796-1816), union qui voit naître deux enfants, Dominique Bouchy se remarie en 1817 avec Christine Élisabeth Fourquin, qui donne naissance à six garçons. Pierre-Henri est l’aîné, quatre de ses frères ne dépasseront pas l’âge de deux ans.
Dans une lettre datée du 12 juin 1842 envoyée à l’abbé Jean Holmes, Pierre-Henri Bouchy esquisse les grandes lignes de son cheminement : « Je suis du diocèse de Metz, en France : c’est dans les deux séminaires de ce diocèse que j’ai fait et terminé bien jeune mes études classiques en théologie ». Bouchy souligne en outre que ses supérieurs, parmi lesquels les abbés Hamant, Chaussier, Roger, Dosquet de Sainte-Elme et Paul Georges Marie Dupont des Loges, souhaiteraient dans ses rapports « plus de souplesse, moins d’isolement, moins de sauvagerie : d’un autre côté, un peu de méchanceté et d’excès de franchise » perceraient à l’occasion dans les paroles du jeune messin.
Le caractère libéral de l’abbé Bouchy est certainement l’une des causes qui contribue à son départ de Metz vers le collège Stanislas de Paris en 1841. Son professeur, ami et mentor de l’époque, l’abbé Symon de Latreiche, écrit : « Sa sortie [à Bouchy] du séminaire [de Metz] lui aura été salutaire sur tous les rapports : le monde, les hommes, les choses commencent à se montrer à lui sous leur vrai point de vue. Il est bien difficile de ne pas acquérir un peu de sagesse, lorsqu’il s’agit à chaque moment de payer de sa propre personne ».

## Le collège Stanislas de Paris
L’arrivée de Bouchy à Paris en 1841 est également motivée par celle de l’abbé de Latreiche quelques mois auparavant. En effet, le 20 décembre 1840, l’abbé Alphonse Gratry, directeur du Collège Stanislas, écrit au supérieur du grand Séminaire de Metz, l’abbé Masson, pour lui demander de lui envoyer en renfort son ami l’abbé Symon de Latreiche comme coopérateur. Quelques mois plus tard, Pierre-Henri Bouchy est à son tour admis au collège Stanislas de Paris à titre de maître d’études.
Le départ soudain de Symon de Latreiche vers le couvent de Bosco (Italie) en 1842, où Henri Lacordaire prépare alors le retour de l’ordre des dominicains en France, n’est pas étranger au fait que Bouchy accepte l’aventure que lui propose alors l’abbé Gratry. Henri-Raymond Casgrain, ancien élève de Bouchy au collège Sainte-Anne-de-la-Pocatière (Québec), raconte les circonstances qui poussent Bouchy à partir pour le nouveau continent :
« En 1842, M. Bouchy venait d’endosser l’habit ecclésiastique au collège Stanislas à Paris, d’où il entretenait une correspondance suivie avec le Père Lacordaire […] lorsque fut remise au Supérieur du Collège une lettre de l’abbé Holmes, alors préfet d’études au Séminaire de Québec, demandant de lui trouver, s’il était possible, pour cette institution un professeur de littérature. […] Le choix tomba sur […] le futur P. Gratry. Il était à la veille de son départ pour le Canada, ses malles bouclées, lorsqu'en traversant un couloir du collège, il se croisa avec l’abbé Bouchy. Après quelque temps de conversation, il lui dit tout à coup : « Mon ami, ce serait plutôt à vous qu’à moi d’aller en Amérique » […] Ce fut un trait de lumière pour l’abbé Bouchy. Il réfléchit et s’embarqua ».

## Le séminaire de Québec
À l’automne 1842, Bouchy débarque comme professeur de rhétorique au Séminaire de Québec, juste à temps pour l’ouverture des classes. Les séminaristes qu’il couve sous son aile découvrent non seulement une parole empreinte d’intimité où leurs propres questionnements trouvent un écho, mais également une vision du monde ouverte au catholicisme libéral et au romantisme français. Un « camp d’intellectuels [combattant] un conformisme trop étroit » tel que préconisé par Mgr Ignace Bourget à Montréal, sans toutefois « accepter les doctrines libérales hérétiques » défendues, entre autres, par les Rouges, s’installe officieusement dans l’enceinte du Séminaire de Québec.
Pierre-Henri Bouchy n’est pas le maître de rhétorique escompté par l’abbé Jean Holmes en 1842, c’est-à-dire « pieux, sage, propre à vivre en communauté ». Selon la correspondance échangée entre les acteurs du réseau épistolaire de l’abbé Bouchy, « [l’] incroyable extravagance », le caractère « original », voire l’influence « malsaine » du jeune messin excuserait plutôt son renvoi du Séminaire de Québec à la fin de l’année scolaire 1845-1846.
L’esprit au fait des approches modernes d’enseignement pratiquées au Collège Stanislas de Paris, Bouchy noue peu d’amitiés au Séminaire de Québec « si ce n’est chez certains élèves », vivant en « sauvage » et « sans amis à peu près dans [ses] égaux ». Malgré cet isolement, on retrouve dans son réseau social de la ville de Québec des acteurs tels Léon Gingras (prêtre et auteur), Louis-Hippolyte-Antoine Dessane (organiste), François-Xavier Garneau (historien), Octave Crémazie (libraire et poète), Jacques Crémazie (libraire et pédagogue), Jean Holmes (prêtre et pédagogue), Michel-Édouard Méthot (prêtre et pédagogue), Théodore-Frédéric Molt (musicien), Édouard-Gabriel Plante (prêtre et historien), Étienne-Charles Brasseur de Bourbourg (historien français) ainsi que les jésuites Jean-Baptiste Faleur et Antoine-Nicolas Braun.
Une fois renvoyé du Séminaire de Québec, c’est par le biais de la correspondance que Pierre-Henri Bouchy maintient une relation  avec ses anciens élèves. Parmi les émules du Séminaire de Québec qui correspondent avec lui on compte sir Hector-Louis Langevin (journaliste, avocat, l’un des pères de la Confédération canadienne), son frère Edmond-Charles-Hippolyte Langevin (vicaire général de Rimouski), Hospice-Anthelme Verreau (pédagogue émérite, principal de l’École Normale Jacques-Cartier) et Charles-Honoré Laverdière (bibliothécaire). Sous la plume du mentor se dévoilent un à un les membres de son « faubourg des lettres » du Séminaire de Québec, de son « quartier latin proprement dit », c’est-à-dire Jacques-François-Gaspard Drolet (avocat, président de l’Institut canadien de Québec en 1859), Louis-Ovide Brunet (botaniste), Louis-Joseph-Cyprien Fiset (poète et avocat), Ernest Gagnon (auteur et musicien), François-Alexandre-Hubert La Rue (auteur et médecin), Cyrille-Étienne Légaré (professeur), sir James McPherson Le Moine (auteur et avocat), Frédéric-Auguste Oliva (prêtre), Dominique Racine (prêtre) et Antoine-Étienne Painchaud (arpenteur).

## Le Collège de Saint-Anne-de-la-Pocatière
Le 9 septembre 1846, Bouchy est engagé par le Collège de Sainte-Anne-de-la-Pocatière où, selon l'historien Wilfrid Lebon, il règne « en maître sur les autres professeurs qui, devant son prestige, s’éclipsaient d’eux-mêmes. » Dès l’année suivante, « jugé nuisible à la bonne conduite des élèves » « parce qu’il mettait, prétendait-on, des embûches » à leur direction, Bouchy est exclu de l’institution. De retour à Québec, il retrouve la compagnie quotidienne son ami Octave Crémazie. Henri-Raymond Casgrain rappelle que le libraire-poète  « avait vu à l’œuvre l’abbé Bouchy et était resté admirateur de son talent » musical. Désormais, il faut ajouter le nom de Pierre-Henri Bouchy à celui des autres intellectuels qui fréquentent dès 1845 l’arrière-boutique de la librairie J. & O. Crémazie.
De retour au Collège de Sainte-Anne-de-la-Pocatière en 1847, Bouchy y enseigne successivement jusqu’en 1853 la rhétorique et la musique vocale, pour laquelle il crée la structure du cours (1846-1851), l’enseignement religieux (1851-1852), le catéchisme et supervise la préfecture des études classiques (1852-10 octobre 1853). Après s’être fait venir « des Trois-Rivières par Crémazie un grand nombre de morceaux de bonne musique à bas prix », Bouchy met sur pied – d’abord officieusement – la structure d’un cours de musique vocale (1846-1851). Cette initiative lui permet d’entrer « en relation avec tout le monde : […] les ecclésiastiques, comme [les] maîtres subalternes des différentes sections des écoliers. […] Tous, et particulièrement les enfants montrent beaucoup de zèle pour cet exercice. » Cette chorale, souvent mise sur la sellette, garantit au pédagogue messin une place centrale dans l’enceinte de l’institution ; référence pour tout ce qui concerne l’univers musical, Bouchy impose son autorité en instaurant au collège une vision musicale qui entraînera des changements majeurs dans l’interprétation du plain-chant : « L’abbé Bouchy et l’abbé Laverdière nous ont rendu un immense service, pour nous aider à conserver notre tradition de plain-chant au Canada. L’abbé Bouchy […] a laissé la marque de son érudition. Quelle méthode de plain-chant y avait-il au Canada avant 1850 ? »
Réclamé à Québec par Mgr Pierre-Flavien Turgeon pour y surveiller l’impression de la nouvelle édition des livres de plain-chant, l’abbé Bouchy correspond, entre 1853 et 1854, avec le directeur du collège, François Pilote, pour lui fournir à distance les directives associées à l’exercice de ses fonctions préfectorales.
Bien qu’il ne remette plus les pieds à Sainte-Anne-de-la-Pocatière à partir de 1853, Pierre-Henri Bouchy a le temps d’y jeter les bases de l’influence qu’il exercera auprès d’élèves qui, par la suite, s’avérèrent les initiateurs du mouvement littéraire d’allégeance libérale et romantique au Québec. Notons en outre : Arthur Buies (qui découvre chez Bouchy, si l’on en croit sa tante, Madame Casault, un mentor « si paternel »), Arthur Cassegrain (poète), Henri-Raymond Casgrain (considéré par l'historienne Manon Brunet comme le « père de la littérature canadienne »), Thomas Aubert de Gaspé (fils de l’auteur des Anciens Canadiens), François-Ignace Paradis (professeur) et Pierre-Minier Lagacé (prêtre, pédagogue et musicien). Nicolas-Tolentin Hébert (colonisateur du Saguenay-Lac-Saint-Jean où Bouchy possédait un lopin de terre), Thomas-Benjamin Pelletier (écrivain), Hyacinthe Potvin (procurateur du Collège de Sainte-Anne-de-la-Pocatière), Édouard Richard (professeur), Grégoire Tremblay (prêtre et professeur) et sa sœur Victoria s’ajoutent à son nouveau réseau social.

## Réédition des manuels de plain-chant de 1854[24]
En 1851, le premier Concile provincial de Québec se met en branle. Sur la table de travail de la Commission de la liturgie, entre autres choses, la réédition des manuels de chants ecclésiastiques dont la dernière édition remonte à 1841. L’objectif visé : uniformiser les pratiques liturgiques dans les différents diocèses de la province de Québec, tout en ajoutant à l’ancien répertoire musical de nouveaux offices. Trois volumes, imprimés à plus de 10 500 exemplaires, sortent des presses de l’imprimeur Augustin Côté en 1854. Auteur anonyme du Vespéral romain, du Graduel romain et du Processionnal romain à l’usage de la province ecclésiastique de Québec, publié par ordre du premier Concile provincial de Québec, Pierre-Henri Bouchy relève ce défi avec brio selon certains, avec fracas selon d’autres. Ces derniers considèrent que les changements qu’il apporte dans la manière de noter et de chanter la musique sacrée sont de véritables accrocs à la tradition québécoise de plain-chant.
Trois de ces changements annoncent le grand mouvement de romanisation de la liturgie québécoise du début du XXe siècle, soit l’abolition de neumes, l’utilisation du dièse dans certaines pièces et la correction de la versification latine. Ces changements témoignent tant du pouvoir grandissant de l’école ultramontaine de Montréal, de la résistance gallicane du clergé de Québec et de la dichotomie qui sépare les deux villes et leur clergé respectif. Œuvre de transition, l’édition de l’abbé Pierre-Henri Bouchy illustre cette dernière dualité interne.

## Retour en France
Dès l’impression des livres de plain-chant terminé, l’abbé Bouchy se retrouve sans emploi. Jusqu’en janvier 1855, il réside chez son ami Charles-François Baillargeon à l’Évêché de Québec. Après avoir vendu et dispersé sa bibliothèque, Pierre-Henri Bouchy regagne la France le 15 janvier pour y vivre à la solde de diverses charges de précepteur. Jusqu’en 1874, il effectue des mandats de préceptorat dans les familles suivantes : le comte de Pange (1857), Monsieur Charles Maire (Lunéville ; 1858-1860), Monsieur d’Hausen (Metz ; 1861-1863), le baron Charles-Hippolyte de Belfort (Chalaines ; 1865-1867), le comte François-Joseph-Ferdinand de Mauni (Strasbourg ; 1867-1868), le comte Bernard de Lavernette Saint-Maurice (Lyon ; 1869-1870), Madame de Régis, née Marie Apollonie Cabot de la Fare, fille du comte Hyacinthe Cabot de la Fare (Nîmes ; 1871-1873) et la famille du comte de Palluat de Besset (Saint-Étienne ; 1874).
À la fin du mois de juillet 1886, le Courier du Canada reçoit la lettre suivante : « Les familles Bouchy, Cheray et Aubert ont l’honneur de vous faire part de la perte douloureuse qu’elles viennent d’éprouver en la personne de l’abbé Pierre Bouchy, leur parent, décédé le samedi 13 juillet 1886, à l’âge de 68 ans, muni des sacrements de l’Église. Priez pour lui. » Et le journal ajoute : « M. Bouchy était un esprit d’élite, un talent brillant. Il arriva à Québec en 1842, enseigna la rhétorique où il eut comme élèves, entre autres : M. l’abbé Méthot, recteur de l’université Laval, sir Hector Langevin M. L.-J.-C. Fiset, M. Lacasse, etc. Littérateur, orateur, musicien, critique distingué, il a laissé une trace lumineuse dans l’enseignement canadien. Enthousiaste de Lacordaire, son admiration se traduisait visiblement dans son cours de rhétorique, et l’on y sentait passer quelque chose du souffle romantique du grand dominicain. M. Bouchy comptait au Canada beaucoup d’amis et d’anciens élèves qui garderont longtemps sa mémoire. »

## Sources archivistiques
Si on exclut les rares mentions du nom Pierre-Henri Bouchy dans quelques ouvrages d’histoire littéraire, le mémoire de maîtrise de Olivier Gamelin, déposé à l’Université du Québec à Trois-Rivières en 2007 et intitulé Libéralisme et intimité dans la correspondance du mentor romantique Pierre-Henri Bouchy (1842-1886), représente l’une des premières études portant spécifiquement sur l’apport du pédagogue Pierre-Henri Bouchy dans l’évolution de la littérature nationale québécoise. Maurice Lemire et Denis Saint-Jacques, par exemple, citent « l’habile direction » du « prêtre français et apôtre du romantisme » qui permettait à quelques élèves choisis « de puiser dans sa bibliothèque les textes d’auteurs romantiques ». Pour sa part, Camille Roy rappelle que Bouchy « fut ce maître rare [qui] exerça […] sur toute une génération d’écoliers, l’influence la plus heureuse ». Dans ses Souvenances canadiennes, Henri-Raymond Casgrain rapporte que Bouchy fut « l’homme qui a eu le plus d’influence sur [sa] vie d’étudiant ».
Cependant, aucune recherche n’ose une analyse serrée de la contribution intellectuelle de Pierre-Henri Bouchy au prolongement québécois du mouvement romantique au XIXe siècle. Pour pallier cette lacune, Olivier Gamelin a répertorié dans son mémoire de maîtrise ci-dessus mentionné plus d’une centaine de lettres de l’abbé Bouchy – échelonnées entre le 12 juin 1842 (quelques mois avant sa venue au Québec) et le 31 mai 1886 (quelques semaines avant sa mort) – adressées à des élèves et autres destinataires (vingt correspondants au total), ainsi que la correspondance de maints tiers épistoliers rapportant les paroles et les actions du pédagogue messin.
L’activité de Pierre-Henri Bouchy est indissociable de la pratique épistolaire. Les lettres répertoriées qu’il expédia au Québec et en France – du Québec et de France – à sa famille, ses amis/e, à son maître Constant-Symon de Latreiche et à ses émules entre 1842 et 1886 demeurent aujourd’hui les principales sources primaires concernant le pédagogue d’origine française. Éparses au gré de divers fonds d’archives privées et publiques québécois et français, chacune des lettres laisse entrevoir les membres d’un réseau agissant à l’aube de l’École littéraire de 1860. Toutefois, le corpus épistolaire bouchien souffre de l’absence des deuxièmes voix épistolaires, c’est-à-dire les lettres envoyées au mentor. Les lettres qu’il dit recevoir entre 1855 et jusqu’à sa mort en 1886 n’ont pas été retrouvées, bien qu’elles soient attestées par Bouchy lui-même.